# Dominic Dobson
Dominic Bruce Dobson (* 14. September 1957 in Stuttgart, Deutschland) ist ein ehemaliger US-amerikanischer Autorennfahrer. Er nahm von 1985 bis 1994 an der Indy Car World Series teil und startete insgesamt zu 55 Rennen. Seine beste Gesamtplatzierung erzielte er 1994 mit dem 18. Rang.

## Karriere
Dobson wurde 1978 Vizemeister der ICSCC Formel Ford. Von 1983 bis 1985 nahm er an insgesamt zehn Rennen der US-amerikanischen Formel Super Vee teil und erzielte dabei eine Podest-Platzierung. 1985 debütierte Dobson in der Indy Car World Series für Leader Card Racing und nahm an vier von fünfzehn Veranstaltungen teil. Dabei startete er zweimal zu Rennen und wurde 38. in der Fahrerwertung. 1986 startete Dobson für Leader Card Racing zu neun von siebzehn Indy-Car-Rennen. Er erreichte nur in Miami das Ziel und wurde dort 13. Es war seine erste Indy-Car-Zielankunft. Im Gesamtklassement schloss er das Jahr auf dem 31. Platz ab. 1987 scheiterte Dobson für Dobson Motorsports startend an der Qualifikation zum Indianapolis 500. 1988 startete Dobson zu vier Indy-Car-Rennen. Dreimal für Dobson Motorsports und einmal für Dale Coyne Racing. Er startete dabei erstmals beim Indianapolis 500. Er erreichte nie das Ziel und wurde 43. der Fahrerwertung. 1989 und 1990 wurde Dobson jeweils für Bayside Disposal Racing startend 19. im Gesamtklassement. Insgesamt nahm er in dieser Zeit an 19 Indy-Car-Rennen teil. Mit einem siebten Platz erreichte er 1989 zudem erstmals in den Top 10 das Ziel. 1989 trat er zudem zum 24-Stunden-Rennen von Le Mans an. Zusammen mit Jean Alesi und Will Hoy startete er für das Team Schuppan in einem Porsche Porsche 962C.
Von 1991 bis 1993 fuhr Dobson für Burns Racing das Indianapolis 500. Während er in den ersten zwei Jahren keine weiteren Einsätze absolvierte, erhielt er zum Ende der Saison 1993 ein Cockpit bei PacWest Racing. Er nahm an drei der letzten vier Rennen teil. Dabei scheiterte er einmal an der Qualifikation. 1994 war Dobsons einzige Saison, in der er zu jedem Indy-Car-Rennen antrat. Für PacWest Racing erzielte er beim Rennen auf dem Michigan International Speedway mit dem dritten Platz seine einzige Indy-Car-Podest-Platzierung. Die Saison beendete er auf dem 18. Gesamtrang. Mit 30 zu 14 Punkten setzte er sich dabei gegen seinen Teamkollegen Scott Sharp durch. Es war seine letzte Saison, in der er Indy-Car-Rennen fuhr. 1995 war er für PacWest Racing für das Indianapolis 500 gemeldet, nahm aber an keinem Training teil. Darüber hinaus startete er von 1985 bis 1993 zu einzelnen Rennen in anderen Rennserien, wie der IMSA-GTP-Serie und der IMSA Camel Lights. In der IMSA Camel Lights gewann er 1988 ein Rennen.
1995 startete Dobson zu einem Rennen der IMSA World Sports Car Championship. 1996 und 1997 war er in der North American Touring Car Championship (NATCC) für PacWest aktiv. 1996 wurde er mit vier Siegen Vizemeister hinter Randy Pobst; 1997 erreichte er mit einem Sieg den vierten Platz in der Endabrechnung. 1998 nahm Dobson an 10 von 27 Rennen der NASCAR Craftsman Truck Series teil. In der Gesamtwertung wurde er 35.

## Statistik

### Karrierestationen
| - 1978: ICSCC Formel Ford - 1983: US-amerikanische Formel Super Vee (Platz 26) - 1984: US-amerikanische Formel Super Vee (Platz 9) - 1985: Indy Car World Series (Platz 38) - 1985: US-amerikanische Formel Super Vee - 1985: IMSA Camel Lights - 1985: IMSA GTU Championship - 1986: Indy Car World Series (Platz 31) - 1986: IMSA Camel Lights (Platz 61) - 1986: IMSA GTU Championship - 1987: Indy Car World Series | - 1987: IMSA Camel Lights (Platz 45) - 1988: Indy Car World Series (Platz 43) - 1988: IMSA Camel Lights (Platz 26) - 1988: IMSA Camel GTP Championship (Platz 50) - 1989: Indy Car World Series (Platz 19) - 1989: IMSA Camel GTP Championship (Platz 30) - 1989: IMSA Camel GTO - 1990: Indy Car World Series (Platz 19) - 1990: IMSA Camel GTP Championship (Platz 26) - 1991: Indy Car World Series (Platz 33) - 1991: IMSA Camel GTO (Platz 23) | - 1992: Indy Car World Series (Platz 35) - 1992: IMSA Camel Lights (Platz 14) - 1993: Indy Car World Series (Platz 39) - 1993: IMSA Exxon Supreme GT Series, GTS-1 - 1994: Indy Car World Series (Platz 18) - 1995: IMSA World Sports Car Championship - 1996: NATCC (Platz 2) - 1997: NATCC (Platz 4) - 1998: NASCAR Craftsman Truck Series (Platz 35) |

### Le-Mans-Ergebnisse
| Jahr | Team          | Fahrzeug     | Teamkollege | Teamkollege | Platzierung | Ausfallgrund |
| ---- | ------------- | ------------ | ----------- | ----------- | ----------- | ------------ |
| 1989 | Team Schuppan | Porsche 962C | Jean Alesi  | Will Hoy    | Ausfall     | Unfall       |

### Sebring-Ergebnisse
| Jahr | Team                       | Fahrzeug     | Teamkollege  | Teamkollege         | Platzierung | Ausfallgrund |
| ---- | -------------------------- | ------------ | ------------ | ------------------- | ----------- | ------------ |
| 1989 | Bayside Racing Bruce Leven | Porsche 962  | James Weaver |                     | Rang 3      |              |
| 1990 | Bruce Leven                | Porsche 962C | Bob Wollek   | Sarel van der Merwe | Ausfall     | Motorschaden |